# La Selle-en-Luitré
La Selle-en-Luitré és un municipi francès, situat al departament d'Ille i Vilaine, a la regió de Bretanya. L'any 2014 tenia 588 habitants.

## Demografia
| 1962                                       | 1968 | 1975 | 1982 | 1990 | 1999 | 2007 | 2014 |
| ------------------------------------------ | ---- | ---- | ---- | ---- | ---- | ---- | ---- |
| 340                                        | 350  | 323  | 347  | 385  | 425  | 527  | 588  |
| Des de 1962: població sense dobles comptes |      |      |      |      |      |      |      |

## Administració
| Període   | Identitat            | Partit |
| --------- | -------------------- | ------ |
| 2001-2007 | Eugène Domagne       |        |
| 2007-     | Jean-Pierre Deshayes |        |